# 다극신경세포
다극신경세포 (multipolar neuron, 뭇극신경세포, 다극신경원, 다극세포, 다극 뉴런)는 단일 축삭과 많은 수상돌기(및 수상돌기 가지)를 갖고 있어 다른 뉴런의 많은 양의 정보를 통합할 수 있는 뉴런 유형이다. 이러한 가지들은 뉴런 세포체에서 뻗어나왔다. 다극 뉴런은 중추신경계 뉴런의 대부분을 구성한다. 여기에는 운동 뉴런이 포함되며, 중간뉴런/중계 뉴런은 뇌의 피질과 척수에서 가장 흔히 발견된다. 말초적으로 다극성 뉴런은 자율신경절에서 발견된다.

## 같이 보기
- 알파 운동 신경세포
- 두극신경세포 (Bipolar neuron, 양극신경원)
- 홑극신경세포 (Unipolar neuron, 단극신경세포, 단극신경원)
- 거짓홑극신경세포 (Pseudounipolar neuron, 가성단극신경세포, 위단극신경원)
- 무극신경세포(anaxonic neuron)